# Buchanan (đồn quân đội)
Đồn Buchanan là một vị trí đóng quân của quân đội Mỹ vào năm 1856, cách 3 dặm tại nơi mà bây giờ gọi là Hog Canyon, Sonoita, Arizona. Đồn nằm ở sườn phía đông của hẻm núi và bị tấn công liên tục bởi thổ dân Bắc Mỹ. Nó chính thức bị bỏ lại từ năm 1861 nhưng trong thời gian nội chiến Hoa Kỳ, thỉnh thoảng đội quân California đóng tại nơi này. Trong tháng 2 năm 1865, bộ tộc Apache tấn công và buộc đội quân phải rút lui. Nó bị bỏ lại và đồn Crittenden được lập tại nửa dặm cách đó về phía đông trên những vùng đất thấp hơn vào năm 1867.